# 曙坪镇
曙坪镇，是中华人民共和国陕西省安康市镇坪县下辖的一个乡镇级行政单位。
2015年，陕西省民政厅批复同意撤销小曙河镇，并入曙坪镇。

## 行政区划
曙坪镇下辖以下地区：
中坝村、门楼村、和坪村、战斗村、安坪村、中坪村、马镇村、亮垭村、兴隆村、双坪村、大树村、联合村、桃园村、代安村和阳安村。